# 2. лака дивизија (Немачка)
2. лака дивизија (понекад се означава и као лака механизована или као лака оклопна како би се правила разлика између дивизија овог типа и лаких пешадијских дивиија) је формирана новембра 1938. године. Борила се током инвазије на Пољску 1939. године. Због недостатака у организацији уочених током кампање дивизија је октобра 1939. реорганизована у 7. оклопну дивизију.
Као 7. оклопна дивизија учествовала је у бици за Француску 1940. године под командом легендарног Ервина Ромела. Током ових операција добила је надимак Дивизија духова јер је напредовала тако брзо иза линије француског фронта да француско високо командовање никако није могло да утврди где се налази. Остала је на дужности у окупираној Француској све до почетка 1941.
Јуна 1941. учествовала је у операцији Барбароса и у борбама на Источном фронту све до пролећа 1942. године када је послата у Француску ради попуне и опоравка. Враћена је на Источни фронт почетком 1943. године где је учествовала у низу покушаја да се стабилизује линија фронта након катастрофе немачке војске у Стаљинграду. У саставу Групе армија „Југ“ остала је све до повлачења у Украјину. Јула 1944. придружена је Групи армија „Центар“ и пребачена на север у Литванију и Курландију. Повлачила се на запад заједно са другим намачким снагама све док се није предала Црвеној армији у Шверину, у Померанији, крајем рата, маја 1945. године.

## Ратни злочини
Војници, припадници ове дивизије, учествовали су у немилосрдном понашању према Пољацима током инвазије на Пољску. У граду Козловице војници ове дивизије убили су 5 ратних заробљеника. Недалеко од Опатовјеца 45 ратних заробљеника убијено је од стране војника ове дивизије.